# Красночикойський район
Красночико́йський район (рос. Красночикойский район) — район у складі Забайкальського краю Російської Федерації.
Адміністративний центр — село Красний Чикой.

## Населення
Населення — 17803 особи (2019; 19453 в 2010, 21576 у 2002).

## Адміністративний поділ
Район адміністративно поділяється на 15 сільських поселень:
| Поселення                                 | Площа, км² | Населення, осіб (2002) | Населення, осіб (2010) | Населення, осіб (2019) | Центр               | Населені пункти |
| ----------------------------------------- | ---------- | ---------------------- | ---------------------- | ---------------------- | ------------------- | --------------- |
| Альбітуйське сільське поселення           | 524,44     | 738                    | 575                    | 462                    | Альбітуй            | 3               |
| Архангельське сільське поселення          | 750,05     | 819                    | 735                    | 662                    | Архангельське       | 3               |
| Байхорське сільське поселення             | 704,07     | 811                    | 663                    | 588                    | Байхор              | 4               |
| Великоріченське сільське поселення        | 1883,83    | 720                    | 677                    | 643                    | Приіск Велика Річка | 2               |
| Верхньошергольджинське сільське поселення | 416,91     | 741                    | 621                    | 520                    | Верхній Шергольджин | 4               |
| Жиндойське сільське поселення             | 362,13     | 975                    | 863                    | 726                    | Жиндо 1-е           | 4               |
| Захаровське сільське поселення            | 907,87     | 1587                   | 1380                   | 1183                   | Захарово            | 4               |
| Конкинське сільське поселення             | 1227,35    | 357                    | 260                    | 211                    | Конкино             | 1               |
| Коротковське сільське поселення           | 889,59     | 1636                   | 1452                   | 1307                   | Коротково           | 5               |
| Красночикойське сільське поселення        | 312,03     | 7133                   | 7063                   | 7040                   | Красний Чикой       | 1               |
| Малоархангельське сільське поселення      | 200,16     | 992                    | 947                    | 948                    | Малоархангельськ    | 1               |
| Мензинське сільське поселення             | 4750,05    | 828                    | 726                    | 610                    | Менза               | 3               |
| Урлуцьке сільське поселення               | 548,50     | 1990                   | 1557                   | 1272                   | Урлук               | 2               |
| Черемховське сільське поселення           | 5555,10    | 1478                   | 1308                   | 1128                   | Черемхово           | 8               |
| Шимбілицьке сільське поселення            | 622,68     | 728                    | 602                    | 487                    | Шимбілик            | 2               |
| міжселенна територія                      | -          | 43                     | 24                     | 16                     | -                   | 1               |

## Найбільші населені пункти
| №  | Населений пункт     | Населення, осіб (2002) | Населення, осіб (2010) |
| -- | ------------------- | ---------------------- | ---------------------- |
| 1  | Красний Чикой       | 7133                   | 7063                   |
| 2  | Урлук               | 1784                   | 1417                   |
| 3  | Малоархангельськ    | 992                    | 947                    |
| 4  | Захарово            | 746                    | 699                    |
| 5  | Черемхово           | 712                    | 686                    |
| 6  | Приіск Велика Річка | 714                    | 674                    |
| 7  | Архангельське       | 683                    | 602                    |
| 8  | Шимбілик            | 727                    | 601                    |
| 9  | Барахоєво           | 617                    | 554                    |
| 10 | Коротково           | 575                    | 515                    |